# Уде, Юрген
Юрген Уде (нем. Jürgen Uhde; 1913 — 1991) — немецкий пианист и музыковед.
Автор трёхтомной монографии «Фортепианная музыка Бетховена» (нем. Beethovens Klaviermusik; 1968—1974, второе издание 1980), книги о Беле Бартоке (1959) и др. В соавторстве с пианисткой и педагогом Ренате Виланд опубликовал также книгу «Мыслить и играть: К теории музыкального исполнительства» (нем. Denken und Spielen: Studien zu einer Theorie der musikalischen Darstellung; 1988), преломляющие применительно к музыкально-педагогической практике идеи Теодора Адорно в области философии музыки.
Учился, среди прочего, частным образом у Ильзе Фромм-Михаэльс. Преподавал в Штутгартской Высшей школе музыки, где среди его учеников был, в частности, Хельмут Лахенман.